# Gerhard Fürst
Gerhard Fürst (* 1. Mai 1897 in Berlin; † 27. Juli 1988 in Wiesbaden) war ein deutscher Beamter und von 1948 bis 1964 Präsident des Statistischen Bundesamtes sowie Bundeswahlleiter. 1959 verlieh ihm die Universität München die Ehrendoktorwürde. Ihm zu Ehren wurde von 1999 bis 2021 der inzwischen umbenannte „Gerhard-Fürst-Preis“ verliehen.

## Ausbildung und Beruf
Gerhard Fürst war Sohn eines Architekten und wurde evangelisch getauft. Im Dezember 1914 absolvierte er das Kriegsabitur und trat als Freiwilliger in das Reserve-Infanterie-Regiment Nr. 202 der 43. Reserve-Division des deutschen Kaiserreiches ein. Er nahm an den Kämpfen in Belgien, Frankreich, Serbien und Russland teil und geriet 1917 als Offizieranwärter in französische Gefangenschaft, aus der er Anfang 1920 zurückkehrte. Ab dem Wintersemester 1920 studierte er an der philosophischen Fakultät der Friedrich-Wilhelms-Universität zu Berlin und schloss sein Studium 1923 mit Promotion zur Erlangung der staatswissenschaftlichen Doktorwürde ab. Er studierte u. a. bei Heinrich Herkner, Ignaz Jastrow sowie Rudolf Meerwarth.
1923 fing Fürst als wissenschaftlicher Mitarbeiter im Statistischen Reichsamt Berlin in der Lohnstatistik an und arbeitete anschließend an den Vorbereitungen zur Auswertung der Volks- und Berufszählung. 1930 wurde ihm ein Job als Sekretär des „Ausschusses Statistischer Sachverständiger“ des Völkerbundes in Genf angeboten, den er bis 1939 ausübte. 1940 war er zwischenzeitlich im Generalkonsulat in Genf tätig, bis er im gleichen Jahr wieder zurück nach Berlin zog.
Zurück in Deutschland arbeitete Fürst bei den IG-Farben Industriewerken als Marktbeobachter in der volkswirtschaftlichen Abteilung (Vowi) in Berlin, einer Unterabteilung der Zentralfinanzverwaltung der I.G. Farben (NW 7). Diese wurde von Max Ilgner geleitet, der 1948 in Nürnberger im I.G.-Farben-Prozess verurteilt wurde. Fürst war bis 1945 für die Vowi der IG-Farben als Bearbeiter für Russlandfragen tätig. Er absolvierte im Dezember 1942 eine Vortragsreise in den Mittelabschnitt (Heeresgruppe Mitte) der Ostfront über Minsk, Gomel, Brjansk nach Orel. Aus seinem Bericht wird deutlich, dass er über die Behandlung der politischen Kommissare und die Ermordung der jüdischen Bevölkerung durch die Einsatzgruppen informiert war (Seite 3 Absatz 3 Satz 3).
Die Vowi wurde aufgrund der Kriegslage von Berlin, Unter den Linden 78 zu den Behringwerken nach Marburg in Hessen verlagert.
Im selben Jahr wurde ihm der Aufbau und die Leitung des Hessischen Statistischen Landesamtes übertragen.
Drei Jahre später, 1948, entstand das Statistische Amt des Vereinigten Wirtschaftsgebietes mit Gerhard Fürst als Leiter. 1949 wurde das Amt in „Statistisches Bundesamt“ umbenannt. Der Leiter dieser Behörde nennt sich seither „Präsident des Statistischen Bundesamtes“.
Entgegen den damaligen Vorschriften wurde Fürsts Amtszeit dreimal verlängert. Dies wurde mit seinen herausragenden Diensten um die deutsche Statistik begründet. Fürst schied erst Ende 1964 aus dem Amt aus, er war 16 Jahre Präsident und hatte von allen bisherigen Präsidenten die längste Amtszeit. In seine Amtszeit fiel damit die Versetzung von fünf belasteten ehemaligen SS-Angehörigen vom Bundeskriminalamt zum Statistischen Bundesamt zum 1. April 1964 – darunter Wilhelm Rohrmann und Otto Martin.
Der Bevölkerungsstatistiker Kurt Horstmann war ein enger Mitarbeiter von Gerhard Fürst.
In einer Publikation von Götz Aly wird die verlängerte Amtszeit von Gerhard Fürst mit der NS-Vergangenheit seines potentiellen Nachfolgers, dem Abteilungsleiter Siegfried Koller begründet, der 1963 an die Universität Mainz wechselte.

## Fürsts Verdienste um die deutsche Statistik
Gerhard Fürst hat es nicht nur geschafft, in den Nachkriegsjahren ein funktionstüchtiges Amt aufzubauen, er war maßgeblich daran beteiligt, dass sich das Arbeitsprogramm sowie die organisatorischen und rechtlichen Gestaltungen der deutschen Statistik weiterentwickeln konnten. Ihm ist es zu verdanken, dass die amtliche Statistik eine der wichtigsten Informationsquelle für Staat, Gesellschaft und Wissenschaft geworden ist.
Neben der amtlichen Statistik arbeitete Fürst auf ein eigenes Gebäude für das Statistische Bundesamt hin. Der Neubau wurde 1956 in Wiesbaden eingeweiht und wird noch heute von den Statistikern benutzt.